# Лоэнгрин
Лоэнгрин (нем. Lohengrin; Loherangrin) — герой немецких произведений о короле Артуре. Сын Персиваля, рыцарь Святой Чаши Грааля, посланный в лодке, которую тянут лебеди, чтобы спасти деву, которая никогда не должна спрашивать о его происхождении. Его история — это версия легенды о рыцаре Лебедя.

## Образ
Лоэнгрин впервые упоминается как Лоэрангрин, сын Персиваля, в поэме Вольфрама фон Эшенбаха «Парцифаль» («Персиваль»; 1210 год). Лоэрангрин и его старший брат Кардейс присоединились к своим родителям в Мунсальвеше, когда Персиваль стал Генералом Ордена Чаши Грааля. Кардейс позже наследует земли их отца, и Лоэрангрин остается в Мунсальвеше как Рыцарь Чаши Грааля. Члены этого общества втайне обеспечивают безопасность королевствам, которые потеряли защитников, и Лоэрангрин в конечном счёте отправляется в Брабант, где герцог умер без наследника. Завладеть герцогством обманом хочет граф Тельрамунд — он «на мече» утверждает, что герцог Брабанта перед смертью обещал ему руку Эльзы. Дочь герцога Эльза отрицает это, и тогда король Генрих Птицелов объявляет т. н. «божий суд». Все рыцари отказались драться на «божьем суде» против Тельрамунда, но тут Лоэрангрин прибывает в лодке, которую тянет лебедь, и предлагает защищать Эльзу. В схватке он побеждает Тельрамунда, и тот вынужден признаться в своей лжи. Тельрамунд изгоняется, король Генрих Птицелов дает своё благословение на брак Лоэрангрина (который назвался Рыцарем Лебедя) с Эльзой. Лоэнгрин предупреждает Эльзу, что она никогда не должна спрашивать его имя — и она клянется ему в этом. Он женится на герцогине Эльзе и правит Брабантом в течение многих лет. У них рождается сын, но однажды Эльза (по наущению Урсулы, супруги графа Тельрамунда) в конце концов настаивает на ответе на запрещённый вопрос. Лоэрангрин рассказывает ей при всех о своем происхождении и, сев в лодку, уплывает навсегда. Эльза умирает от тоски. О судьбе их сына (которого при прощании Лоэрангрин просил назвать Лоэнгрином), ничего не сообщается.

## Лоэнгрин в культуре

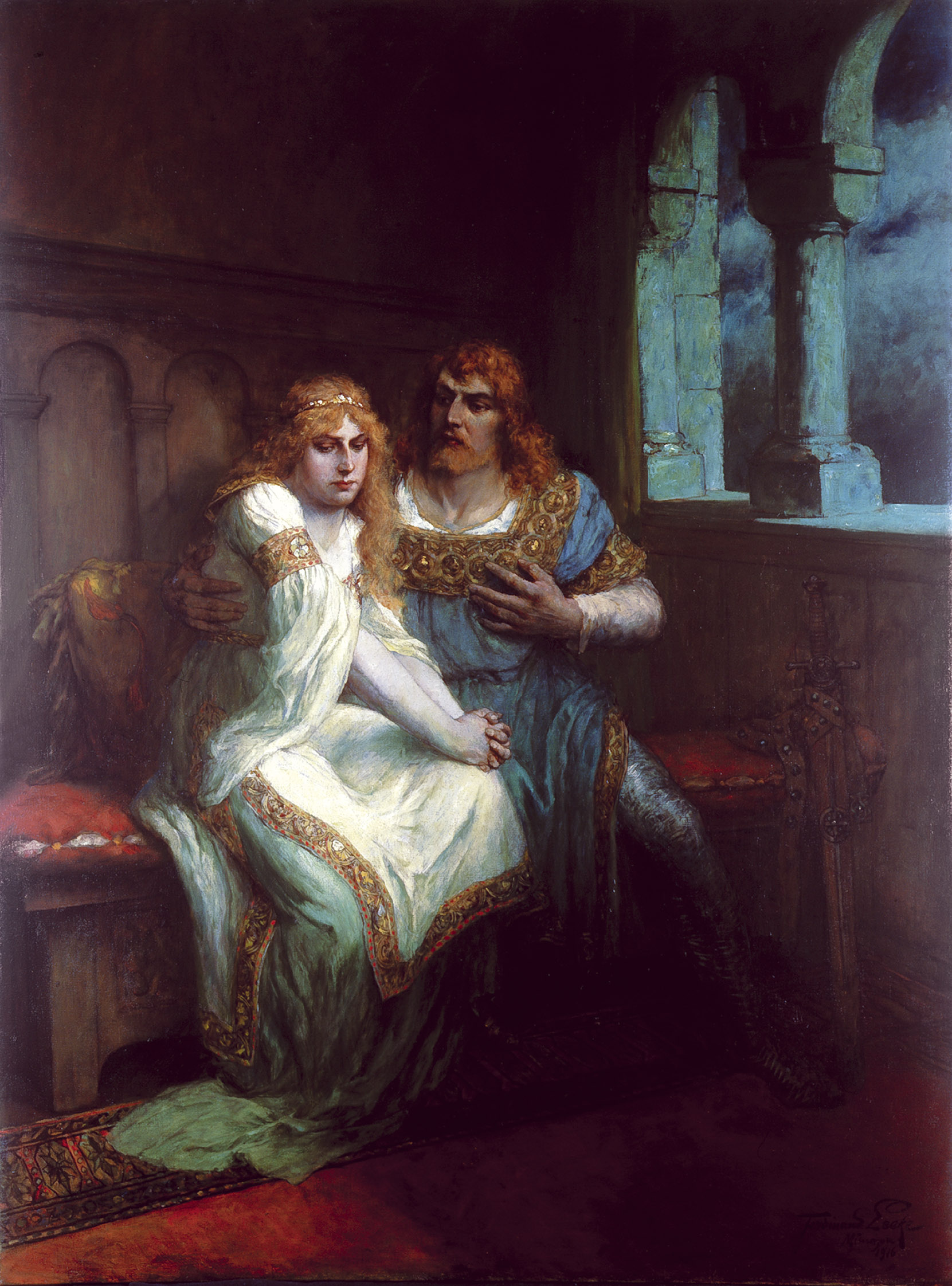
Фердинанд Лике. «Лоэнгрин» (1916)

### В литературе
- Упоминается в стихах Андрея Белого «Серенада»[2] (1905):

Очерк белых грудей

на струях точно льдина.

это семь лебедей,

это семь лебедей Лоэнгрина…

- Упоминается в стихотворении Валерия Брюсова «Романтикам»[3] (1920):

Светлы картины, и чары не страшны; пропитан

Воздух великой тоской по нездешней стране!

В юности кем этот трепет тоски не испытан,

Кто с Лоэнгрином не плыл на волшебном челне?

### В музыке
- Является главным героем оперы Рихарда Вагнера «Лоэнгрин»[4].
- Упоминается в песне «Ах, этот вечер» (музыка М. Дунаевского, слова Л. Дербенёва) из кинофильма «Ах, водевиль, водевиль…»:

Днём город, как город, и люди, как люди, вокруг,

Hо вечер приходит, и всё изменяется вдруг.

Hа лица актёров кладёт он таинственный грим,

И Гамлет страдает, и снова поёт Лоэнгрин.